# Epictia magnamaculata
La culebrilla ciega negra (Epictia magnamaculata) es una serpiente de la familia Leptotyphlopidae (agujillas) en el orden Squamata.
Se distribuye por islas del mar Caribe como las islas de la Bahía, los cayos Cochinos y las islas del Cisne en Honduras, las islas de la Providencia y de San Andrés en Colombia, la isla de Cozumel en México y República Dominicana.[cita requerida]
Es de hábitat terrestre. 
La UICN2019-1 considera a la especie como de preocupación menor. En México esta culebrilla es en ocasiones confundida con Epictia goudotii.